# Pseudopostega latiapicula
Pseudopostega latiapicula là một loài bướm đêm thuộc họ Opostegidae. Nó được miêu tả bởi Donald R. Davis và Jonas R. Stonis, 2007. Loài này có ở La Selva Biological Station of đông bắc Costa Rica và the state of Paraná ở đông bắc Brasil.
Chiều dài cánh trước khoảng 2.4 mm. Con trưởng thành bay vào tháng 1, tháng 2 và tháng 8.